# 比亞拉 (瓦爾納州)

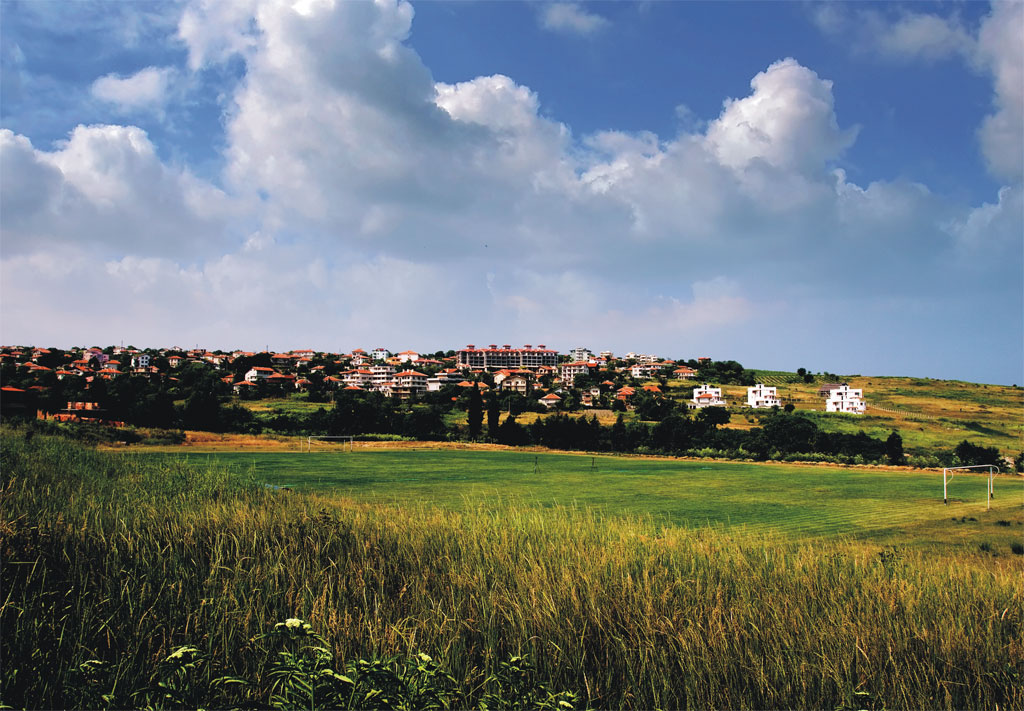

比亞拉是保加利亞的城鎮，位於該國東部，距離首府瓦爾納55公里，由瓦爾納州負責管轄，面積42.86平方公里，海拔高度42米，受大陸性氣候影響，2010年人口2,308，居民主要信奉東正教。

## 外部連結
- Official Website （页面存档备份，存于）
- http://www.guardian.co.uk/environment/2008/jul/14/greenbuilding.climatechange （页面存档备份，存于）